# Meurthe i Mosel·la
Meurthe i Mosel·la (54) (en francès Meurthe-et-Moselle) és un departament francès situat a la regió del Gran Est.

## Història
El departament de Meurthe i Mosel·la va ser creat el 7 de setembre de 1871, a partir dels territoris pertanyents als departaments de Meurthe i de Mosel·la que el Tractat de Frankfurt havia deixat en mans franceses.
El límit actual entre el departament de Meurthe i Mosel·la i el departament de Mosel·la es correspon precisament amb la frontera francoalemanya entre 1871 i 1919.
L'única modificació posterior dels límits departamentals va tenir lloc el 1997 i va consistir en la incorporació de la petita localitat de Han-devant-Pierrepont, que fins llavors pertanyia al departament de Mosa.